# Николай Гумильов
Николай Степанович Гумильов (на руски: Никола́й Степа́нович Гумилёв, 15 април 1886 – вероятно през август 1921) е руски поет, основател на литературното течение акмеизъм, към което се присъединяват и други значими руски поети като Осип Манделщам и съпругата на Гумильов Анна Ахматова. Течението се противопоставя на господстващия в началото на ХХ в. в руската литература символизъм и се ориентира към по-пластична, предметна, близка до ежедневния живот, а понякога – натуралистична поезия. Творчеството на самия Гумильов се характеризира с интерес към екзотиката, приключенията, пътешествията.
Николай Гумильов е баща на руския географ и историк Лев Гумильов.
На 3 август 1921 Гумильов е арестуван по обвинение за участие в контрареволюционен монархически заговор, наречен „Конспирацията Таганцев“. Всички арестувани участници, включително поетът, са разстреляни. Активното му участие в заговора обаче не е потвърдено и на 30 септември 1991 г. той е реабилитиран посмъртно с решение на Върховния съд на СССР. Мястото на екзекуцията и погребението все още са неизвестни.

## Произведения

### Стихосбирки
- Горы и ущелья (рукописный). Тифлис, 1901.
- Путь конквистадоров. СПб.: типо-лит. Р. С. Вольпина, 1905.
- Романтические цветы. Париж: Impr. Danzig, 1908.
- Жемчуга. М.: Скорпион, 1910.
- Чужое небо. СПб.: Аполлон, 1912.
- Колчан. М.—Пг.: Альциона, 1916.
- Костёр. Пг.: Гиперборей, 1918.
- Фарфоровый павильон: Китайские стихи. Пг.: Гиперборей, 1918.
- Шатёр. Севастополь: Издание цеха поэтов, 1921; Ревель: Библиофил, [1921].
- Огненный столп. Петербург: Петрополис, 1921.

### Пиеси
- Дон Жуан в Египте (1912)
- Игра (1913, публикувана 1916)
- Актеон (1913)
- Гондла (1917)
- Дитя Аллаха (1918)
- Отравленная туника (1918, публикувана 1952)
- Дерево превращений (1918, публикувана 1989)
- Охота на носорога (1920, публикувана 1987)

### Драматически сцени и фрагменти
- Ахилл и Одиссей (1908)
- Зелёный тюльпан
- Красота Морни (1919, публикувана 1984)

### Проза
- Дитя Аллаха: Араб. сказка в 3 карт. (СПб., 1917)
- Записки кавалериста (1914 – 1915)
- Чёрный генерал (1917)
- Весёлые братья
- Африканский дневник
- Вверх по Нилу
- Карты
- Девкалион
- Скрипка Страдивариуса

### Поеми
- Мик. Африканская поэма (СПб.: Гиперборей, 1918)
- Поэма начала (1921)

### Преводи
- Теофиль Готье, Эмали и камеи. СПб.: издательство б. М. В. Попова, вл. М. А. Ясный, 1914.
- Роберт Браунинг. Пиппа проходит (1914)
- Альбер Самен, Полифем
- Гильгамеш (1919[2])
- Уильям Шекспир, Фальстаф (1921)

### Критика
- Статьи и заметки о русской поэзии (1923)

### Посмъртни издания
- Тень от пальмы. Рассказы. Петроград: Мысль, 1922.
- Стихотворения: Посмертный сборник. 2-е доп. изд. Пг.: Мысль, 1923.
- Письма о русской поэзии. Петроград: Мысль, 1923.
- К Синей звезде: Неизданные стихи 1918 г. Берлин: Петрополис, 1923.
- Посмертные стихи. Шанхай: Гиппокрена, 1935.